# 楊綸 (成化辛丑進士)
楊綸（？—？），字理之，直隸鎮江府丹陽縣人，匠籍，明朝政治人物。

## 生平
成化元年（1465年）舉乙酉科應天府鄉試第七十五名舉人。成化十七年（1481年）中式辛丑科三甲第六十一名進士。

## 家族
曾祖楊壽千；祖父楊景榮；父楊文勝，母孫氏。